# Pablo Latapí Sarre
Pablo Latapí Sarre (Ciudad de México, 19 de abril de 1927 - Ibídem, 4 de agosto de 2009) fue doctor en filosofía y pionero de la investigación educativa en México.

## Estudios e investigación
Fue un doctor en filosofía, con especialización en ciencias de la educación, por la Universidad de Hamburgo, Alemania. Fundó y dirigió durante 10 años el Centro de Estudios Educativos (CEE) en 1963. Es importante mencionar que cuando Pablo creó el CEE, en ese entonces, solo existía el Centro de Investigaciones Pedagógicas, que formaba parte de la Secretaría de Educación Pública (SEP) y se centraba principalmente en la creación de pruebas psicométricas. Su enfoque era de carácter interdisciplinario. Sin embargo, con el transcurso del tiempo, cuando asumió la dirección del Programa Nacional Indicativo de Investigación Educativa del Consejo Nacional de Ciencia y Tecnología (Conacyt), llevó a cabo un relevamiento de unas 200 instituciones o centros relacionados con la educación superior en el país que afirmaban estar involucrados en la investigación educativa. Entre todas estas instituciones, eligió 20 que, sin lugar a dudas, se dedicaban a esta labor. En poco tiempo, la investigación educativa se estableció firmemente en el ámbito nacional.
No solo promovió la idea de la relevancia de la investigación educativa, sino que también nos enseñó cómo llevarla a cabo, como por ejemplo:
La tarea de la investigación educativa con lleva la generación de conocimiento científico, y para lograrlo se requiere de un alto grado de rigor.
La investigación educativa no se trata de mantener una postura imparcial, sino más bien de asumir una ética comprometida con la equidad educativa y social. Nos hizo comprender que el rigor científico implica objetividad, aunque no necesariamente neutralidad.
También realizó por más de 40 años investigación educativa con más de 30 libros que han sido publicados. Desde 1985 fue miembro del Sistema Nacional de Investigadores (nivel III); investigador emérito de la Universidad Nacional Autónoma de México desde 1996 y desde 2003 investigador nacional de excelencia.
Desempeñó roles destacados en varias partes del sistema educativo mexicano. En todos ellos, su gestión se caracterizó por su enfoque innovador, que se manifestó a través del impulso de iniciativas significativas. Fue el Vocal Ejecutivo del Programa Nacional Indicativo de Investigación Educativa (CONACYT 1977-82) y ofreció asesoramiento a secretarios de educación como Fernando Solana, José Á. Pescador, Miguel Limón y Reyes Tamez. También brindó apoyo a otras autoridades del sistema público de educación, incluyendo subsecretarios y secretarios estatales de educación, así como directores de organismos como el CREFAL, el INEA, el CONEVYT y el ILCE. Asimismo, proporcionó orientación a universidades públicas y participó en órganos colegiados como el Consejo de Planificación de la UNAM, la Junta de Gobierno de la UAM, varios comités del CONACYT y el SNI, la Academia Mexicana de Ciencias, y la Junta Directiva del INEE, entre otros.

## Obras
Una de sus obras fue Un esfuerzo por construir la educación con personas jóvenes y adultas el cual fue publicado en el 2009. En esta antología se reunió una parte significativa de su vida, centrándose en su interés por la educación de personas jóvenes y adultas. Latapí se involucró profundamente en este tema durante los años ochenta, motivado por su preocupación por la justicia social. Abordó la problemática desde tres enfoques: la investigación educativa, la interdisciplinariedad y la visión internacional.
Latapí fundó el Centro de Estudios Educativos en México, promoviendo la interdisciplinariedad en la investigación educativa décadas antes de que se convirtiera en una tendencia en las instituciones académicas. Su trabajo influyó en la formación de investigadores de alto nivel y la creación de centros similares en América Latina.
Su rigor académico y compromiso social fueron pilares de su trabajo. Latapí no solo investigó por el conocimiento en sí, sino con la intención de transformar la educación y la sociedad para lograr una mayor justicia social. Su producción incluyó ensayos y artículos periodísticos que buscaron influir en la opinión pública y las políticas educativas.
El humanismo fue otra característica destacada de su obra, donde colocó a la persona humana como el centro de la educación. Latapí valoró profundamente el trabajo de los docentes y agentes educativos y buscó la transformación de las estructuras sociales injustas a través de una educación equitativa y de calidad.
Su estilo de escritura fue persuasivo, claro y crítico, capaz de provocar la reflexión en los lectores. Latapí se estableció como un maestro que guio hacia la excelencia en la investigación educativa y estableció un código de ética para los investigadores. De esta manera, Pablo Latapí fue un investigador y educador cuya obra se caracterizó por su enfoque interdisciplinario, compromiso social, humanismo y capacidad para influir en la educación y la sociedad a través de su escritura y su ejemplo de vida. Su legado sigue siendo relevante en la actualidad.
Por otro lado, entre los libros más destacados de Pablo Latapí se encontraban "El diagnóstico educativo nacional" (1964), "Educación nacional y opinión pública" (1967), "Educación y escuela. Lecturas básicas para investigadores" (1991), "La investigación educativa en México" (1995) y "Tiempo educativo mexicano," que recopilaba sus colaboraciones en la revista semanal Proceso en tres tomos. Sin embargo, su obra más destacada fue la creación del CEEAC, donde abordó los problemas que distanciaban el proyecto educativo nacional de la realidad de la sociedad mexicana. A través de este centro, desarrolló diversas propuestas alternativas de educación, como la creación de un sistema de transporte para conectar poblados cercanos a Hermosillo, Sonora, y la fundación de instituciones educativas independientes como Unión de Esfuerzos para el Campo, A.C., en Tequisquiapan, orientadas a la capacitación de campesinos. El CEEAC también sirvió de modelo para la creación de institutos similares en países como Chile y Argentina. La dedicación de Latapí a la investigación educativa en México durante más de tres décadas, así como su enfoque en la aplicación práctica de sus investigaciones, fueron razones fundamentales que le valieron el Premio Nacional de Ciencias y Artes en el campo de las ciencias sociales en 1996.
En suma, Pablo Latapí fue un pionero de la investigación educativa en México. Los proyectos que realizó o dirigió cubrieron temas variados, entre los que se pueden mencionar:
-Diagnósticos de la educación mexicana, desde el de 1964 que inauguró el campo, hasta uno de 1994.
-Trabajos sobre la relación entre educación y economía, comenzando también en 1964, aplicando la metodología desarrollada por la OCDE en el Proyecto Regional Mediterráneo en la década de 1960.
Trabajos de autoevaluación institucional en universidades, retomados por la SEP y la ANUIES desde principios de la década de los 70, que sirvieron de base a los primeros trabajos de planeación.
-Análisis de enfoque filosófico de instrumentos jurídicos relacionados con la educación.
-Trabajos de educación de adultos, incluyendo tanto acciones educativas directas como análisis y reflexiones sobre ellas y sobre los enfoques de investigación acción.
-Estudios sobre el financiamiento de la educación.
-Estudios sobre aspectos valorales de la educación, incluyendo la dimensión filosófica y la pedagógica.
-Estudios sobre la investigación educativa misma, como los que sirvieron de base al Plan Nacional Indicativo y otros que se recogen en un libro publicado por el Fondo de Cultura Económica en 1996.

## Premios y distinciones
Latapí Sarre recibió diversos premios, entre los que se encuentran la Award of the Comenius Medal otorgada por la UNESCO, los nombramientos como doctor honoris causa otorgados por la Universidad de Colima, la Universidad de Sonora, la Universidad Autónoma Metropolitana y el CINVESTAV del Instituto Politécnico Nacional. Fue ganador del Premio Nacional de Ciencias y Artes en el área de Historia, Ciencias Sociales y Filosofía en 1996 por el gobierno federal de México, representante y embajador de México ante la UNESCO periodo 2006–2007 y fundador de una escuela secundaria en Manzanillo, Colima. Falleció el 4 de agosto del 2009.